# 李永贞 (明朝宦官)
李永貞（1583年—1628年），順天府通州（今北京通州區）富河莊人，魏忠贤的阉党成员，天启时司礼监秉笔太监。

## 生平
五歲即自宮，萬曆二十九年（1601年）入坤寧宮當近侍，伺候王皇后。明神宗時，因罪被押十八年，能讀四書五經與《左傳》、《韓非子》等書，明光宗即位後被釋放。據後來山西道御史劉重慶彈劾李永貞的上疏，李永貞是「自宮秀才，粗通文義」。天啟元年（1621年），投在兵杖局掌印太監諸棟幕下，天啟二年（1622年），諸棟病死，經劉榮介紹依附魏忠賢，一月五遷，由文書房升司禮監秉筆太監。魏忠賢不識字，李永貞與王體乾共同為魏忠賢更改內閣票擬。李永貞盛氣凌人，性貪好勝，劉若愚曾為他起草文書，李永貞則常在劉若愚面前嘆氣。
崇禎帝還是信王時，李永貞對其王府多次尅扣陳設器具，辦事無不潦草塞責。崇禎帝即位後，李永貞心生恐懼而選擇賄賂太監王體乾、王永祚、王文政各銀五萬兩說情，誰知道三太監旋則把銀兩和事情盡數呈告崇禎帝。後來經調查，發現逼害高攀龍的旨意正是李永貞代草填寫，最後他被下旨誅殺，抄沒家產約二十九萬兩。

## 延伸阅读
[在维基数据编辑]
 《明史卷三百〇五》，出自《明史》